# Marymont-Potok

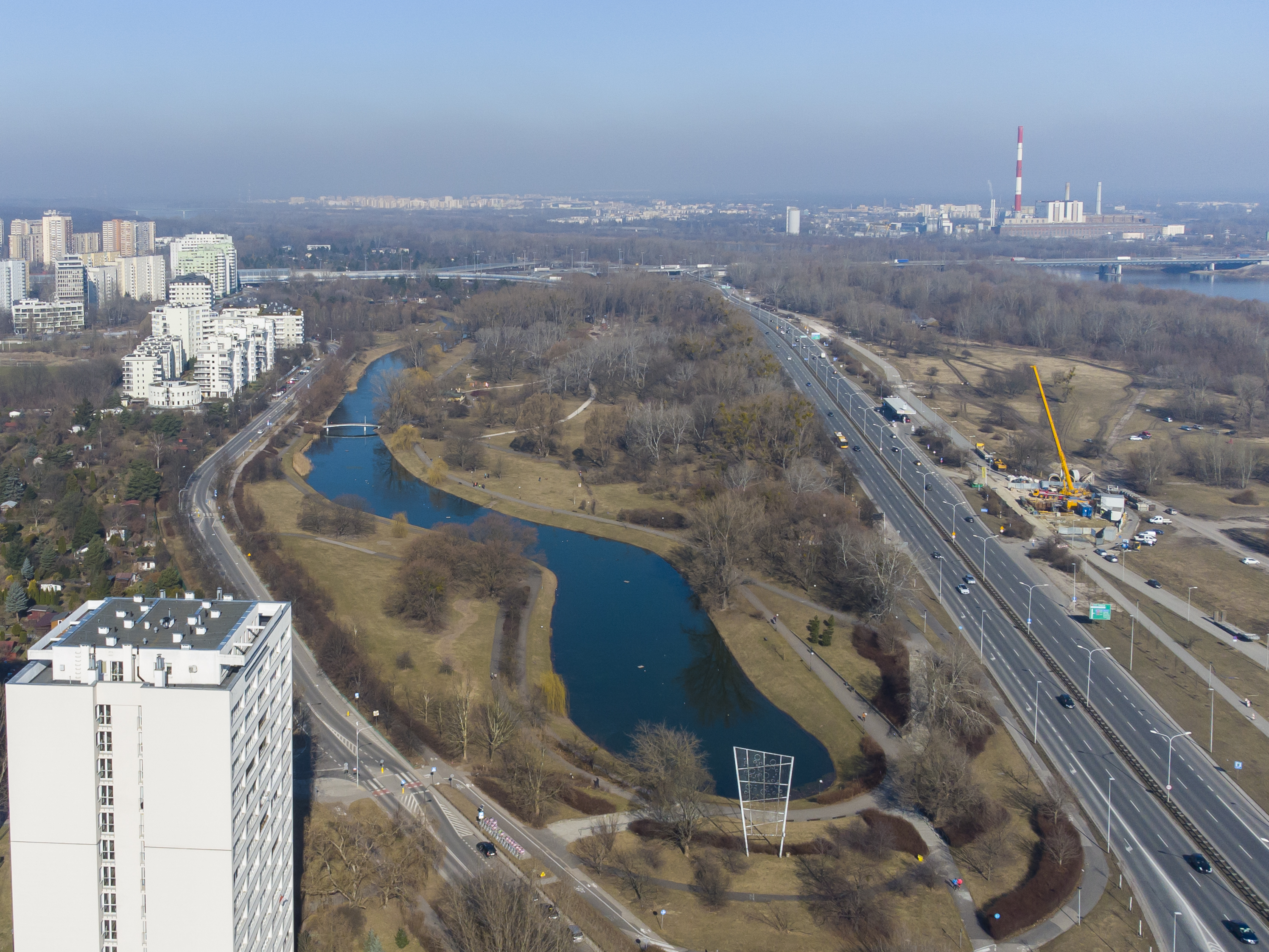
Park Kępa Potocka

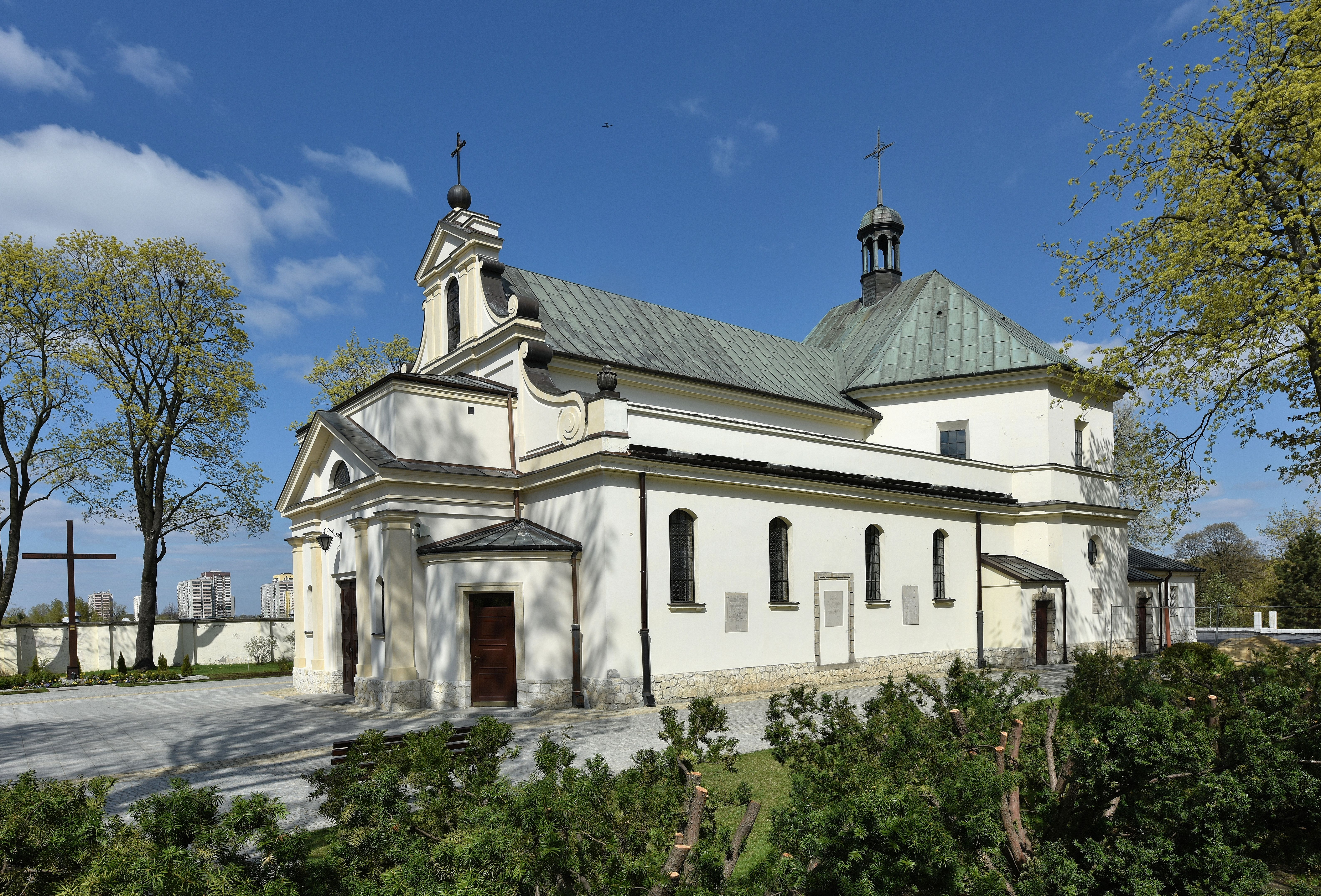
Kościół Matki Bożej Królowej Polski

Marymont-Potok – osiedle i obszar Miejskiego Systemu Informacji w dzielnicy Żoliborz w Warszawie.

## Położenie
Według MSI Marymont-Potok wyznaczony jest przez:
- ulice: Słowackiego, Potocką, Drohicką, Mścisławską, Małogoską, Dygasińskiego, Bohomolca, Promyka i sztucznie wykreślony odcinek między skrzyżowaniem Gwiaździstej i Promyka a nurtem Wisły od południa;
- al. Armii Krajowej od północy i zachodu;
- rzekę Wisłę od wschodu.

## Historia
Dawna wieś Polków (Polikowo), znajdująca się pomiędzy obecnymi ulicami Mickiewicza – Krasińskiego – Promyka – Małogoską wzmiankowana była już w 1367 i 1368 jako własność książąt mazowieckich. W 1639 król Władysław IV darowuje bielańskim kamedułom lasy wsi Polków, a później samą wieś w 1641.
Jan III Sobieski otrzymał od kamedułów część gruntów Polkowa, który wybudował tu dla Marysieńki letni pałacyk, dzieło Tylmana z Gameren (po roku 1691). Pałacyk był od 1720 własnością dynastii saskiej, a w 1775 cały Polków wraz z dworem sprzedany został przez kamedułów podskarbiemu wielkiemu koronnemu Adamowi Ponińskiemu, potem trafia w ręce rodziny Myszkowskich.
W 1792 w folwarku Potok założono krótko działającą fabrykę perkalików.
W 1820 w przebudowanym pałacyku Marysieńki Sobieskiej powstała pierwsza w Królestwie Polskim wyższa uczelnia rolnicza – Szkoła Agronomiczna na Marymoncie – w roku 1862 przeniesiona do Puław w związku z otwarciem tam Instytutu Politechnicznego i Rolniczo-Leśnego. XIX w to okres rozwoju przemysłu na Marymoncie, to także okres powstania takich miejsc jak Kaskada, Słodowiec i inne.
Budowa cytadeli warszawskiej wymusiła przeniesienie wsi Pólków w rejon między Kaskadą a Słodowcem.
Pod koniec XIX w. wieś Pólków i folwark Potok należały do gminy Młociny, a ich mieszkańcy do parafii w Wawrzyszewie. Pólków liczył 12 mieszkańców, a Potok 67 mieszkańców i 26 budynków. W skład Potoku wchodziły pola i las.
8 kwietnia 1916 generał-gubernator Hans Hartwig von Beseler wydał rozporządzenie włączające do Warszawy (od 1 kwietnia 1916) okoliczne miejscowości, m.in. Potok.
W okresie międzywojennym w tej części Warszawy powstają liczne spółdzielcze osiedla mieszkaniowe. Na początku lat 30. wzniesiono gmach Wyższej Szkoły Służby Pożarniczej projektu Jana Redy.
W okresie powojennym powstało tu kilka osiedli, m.in. osiedle bloków Potok.

## Ważniejsze obiekty
- Park Kaskada
- Stacja metra Marymont
- Park Kępa Potocka
- Kościół Matki Bożej Królowej Polski